# Петровская волость (Благодарненский уезд)
Петровская волость — административно-территориальная единица, входившая до 1900 года в Новогригорьевский уезд, а позже — в Благодарненский уезд Ставропольской губернии. 

## История
Существовала в Российской Империи (включая 1917 год) и РСФСР (с 1923 по 1924 год). В 1924 году упразднена и на её месте создан Петровский район.
В 1861 году отдельные станицы были переименованы в селения и переданы в гражданское ведомство. В Петровской волости Новогригорьевского уезда состояли селения Винодельное, Большое и Малое Джелгин (Захо и Курбан Джелгин), Дербетовское, Дивенское, Донско-Балковское, Казгулакское, Николино-Балковское, Овощинское, Петровское, Предтеченское, Рагулинское. 
В 1861 году состав волости не изменился.
В 1881 году Большая Джалга стала волостным селом.